# Vénus Victrix

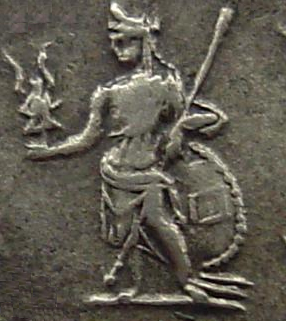
Détail d'une pièce de monnaie romaine (Antoninien — IIIe siècle) représentant la Vénus Victrix

La Vénus Victrix (génitif victricis) est dans la Rome antique une représentation de la déesse Vénus victorieuse ou amenant la victoire, célébrée notamment par Pompée pour fêter l'un de ses succès militaires. Elle est cependant inspirée d'une Aphrodite armée « Nikếphoros » (νικήφορος nikḗphoros, qui porte la victoire) qui dans certaines régions Est de la Grèce antique protégeait les acropoles (on évoque également sa parenté avec la déesse Ishtar) et elle trouve sa source primitive dans la victoire que remporte Aphrodite lors du Jugement de Pâris évoquée dans la mythologie grecque et sa conséquence, selon l'Énéide, sur la fondation de Rome par l'entremise de son fils Énée. Dans la tradition romaine, la réputation d'une Vénus victorieuse s'affirmera au IIIe siècle av. J.-C., notamment  lors de l'affrontement avec Carthage.

## La Vénus Victrix dans la Rome antique
La mode s'était répandue à Rome, pendant tout le Ier siècle av. J.-C., dans les grandes familles, particulièrement les chefs ambitieux, de se trouver une ascendance divine. Ainsi César prétendra-t-il descendre d'une Venus Genitrix (Vénus génitrice). Pompée, quant à lui, identifie sa destinée glorieuse à Venus Victrix, pour revendiquer lui aussi la protection de Vénus dans la sourde rivalité qui l'opposait justement à César et à Sylla qui, lui-même, invoquait la Vénus Felix (bonne fortune) pour le conduire à la victoire. Ils promettent leur gratitude à Vénus en cas de succès militaire.
Conformément à sa promesse, Pompée érige un temple à Venus Victrix (aujourd'hui disparu) après sa victoire lors de la guerre de Mithridate (en 55 av. J.-C.). Il célèbre ainsi son triomphe « de orbi universo » (« sur le monde entier »). Le temple, édifié au sommet de la cavea du théâtre qu'il avait aussi fait construire sur le Champ de Mars, est inauguré le 12 août 52 av. J.-C.,. Pour célébrer ses victoires, César dédie également un temple à Venus sur le forum qu'il construit, mais à Vénus Genitrix, bien que ce soit au nom de Vénus Victrix qu'il avait préalablement lancé ses troupes contre Pompée à la bataille de Pharsale (en 48 av. J.-C.),.
Cependant, le premier temple romain élevé en l'honneur d'une Vénus victorieuse, également le premier célébrant le culte de Vénus, serait celui dédié à Vénus Obsequens (Vénus propice, exauçant les souhaits) en 293 av. J.-C., par le consul Fabius Gurges en remerciement de la victoire contre les Samnites.
La Vénus Victrix avait aussi un temple sur la colline du Capitole. La Vénus Victrix se fêtait les 12 août et 9 octobre et donnait lieu à un sacrifice annuel à cette dernière date,. On célèbre aussi la déesse Victoria.

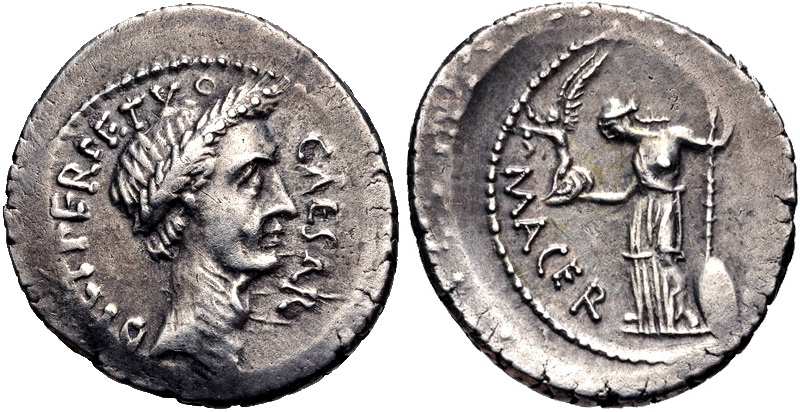
Monnaie romaine représentant César et la Vénus Victrix (44 av. J.-C.)

À l'égal de la Vénus Felix et de la Vénus Genitrix qui finira par absorber symboliquement toutes les autres compte tenu de l'élan fondateur de César, la Vénus Victrix complétera les représentations traditionnelles de Vénus dans l'empire romain. Elles sont toutes les trois liées à l'idée d'une Vénus favorisant la victoire. On les retrouve représentées sur les pièces de monnaie, notamment la Vénus Victrix, du Ier jusqu'au IVe siècle, principalement sur les monnaies des impératrices mais aussi sur celles de quelques empereurs. Compte tenu de la constance dans la figuration de la Vénus Victrix sur ces pièces (dans une première période, présentée de dos, son voile tombant découvrant les fesses), souvent s'appuyant sur une colonne, celle-ci pourrait s'inspirer d'une statue de marbre qui aurait été célèbre dans l'Antiquité sans qu'on en ait aucune trace et sans certitude.

## Iconographie de la Vénus Victrix
De nombreux types iconographiques, développés à Rome pendant les dernières années de la République, représentent la Vénus armée sur différents supports mais, excepté la statuaire rattachée ultérieurement à ce type, la représentation des différentes versions de Vénus Victrix nous est parvenue presque exclusivement par la numismatique romaine,.
La Vénus est généralement à demi dénudée mais peut parfois porter une armure légère. Ses attributs habituels sont la pomme de Pâris qu'elle porte à la main le bras tendu, le bouclier et la lance pointe en bas (parfois traduit comme un sceptre). La pomme est parfois remplacée par un casque ou la victoire ailée (ou la Vénus est elle-même ailée), et la lance, par une palme, symbole du vainqueur. Le bouclier et le casque peuvent être posés à terre. Vénus s'appuie généralement sur une colonne (visible ou non) et peut avoir la tête entourée d'une couronne de laurier.

## Postérité de la Vénus Victrix

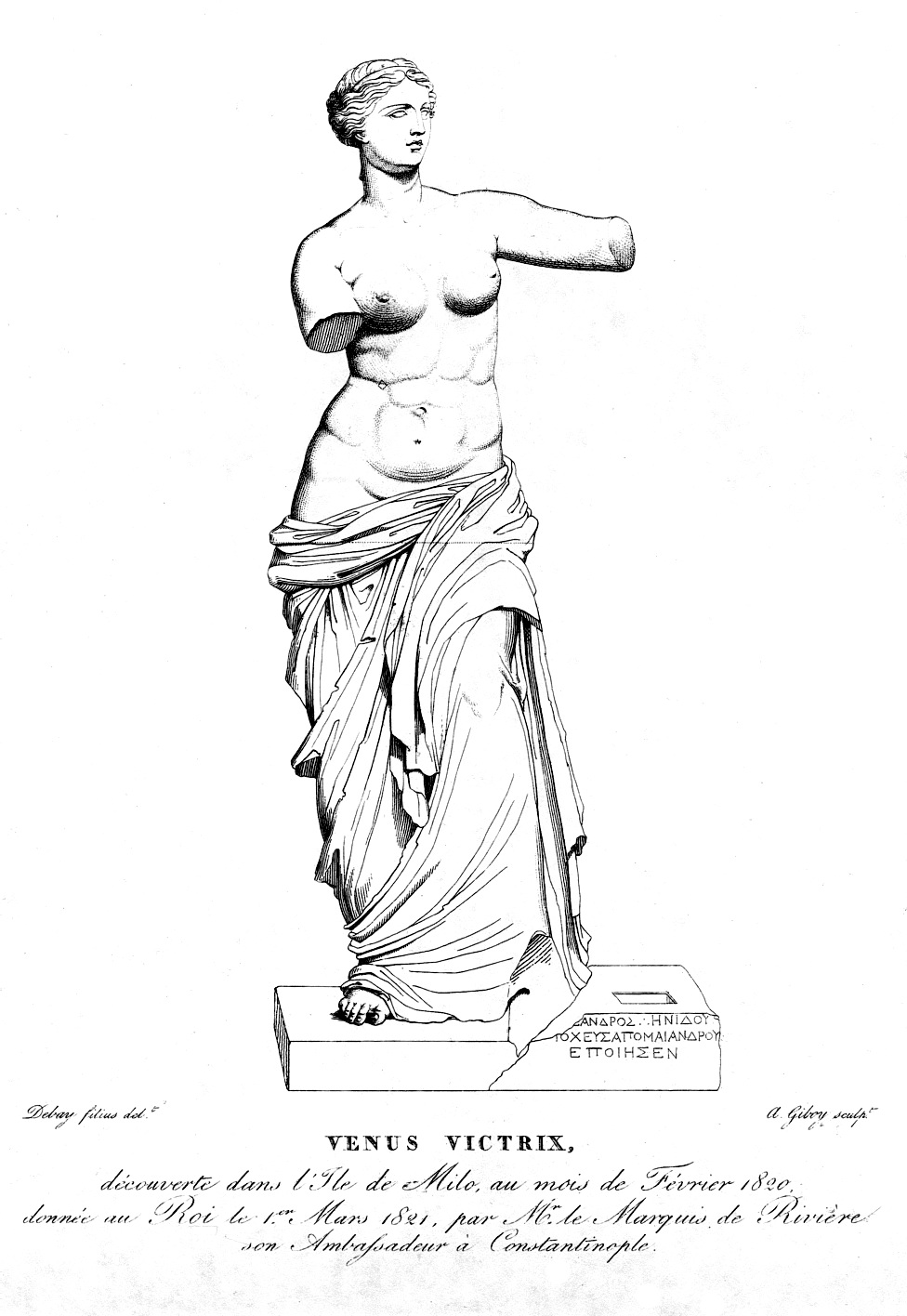
La Vénus de Milo sous les traits de la Vénus Victrix

La perte de leurs bras laissant entière la question de leur fonction, on a voulu reconnaître la Vénus Victrix notamment dans la Vénus de Milo, ce que loua notamment le poète Leconte de Lisle, et dans la Vénus d'Arles. Outre les supputations sur leurs attributs militaires éventuels, les deux statues ont en commun leur rapport à la pomme de Pâris et leur semi-nudité, considérée comme typique de la représentation de la Vénus Victrix.
En outre, dans l'art néoclassique, la dénomination de Vénus Victrix est employée dans le contexte du Jugement de Pâris autant que dans le sens de « Vénus victorieuse sur le cœur des hommes »,,. Par exemple : la Vénus Victrix (ou Vénus Borghèse), une statue du XIXe siècle où le sculpteur Antonio Canova immortalise la beauté triomphante de Pauline Bonaparte dans une Vénus étendue à demi nue qui tient de la main gauche la pomme de Pâris (Rome, Galerie Borghèse).
Autres représentations ou évocations à l'ère moderne :
- En sculpture, la Vénus Victrix (ou Vénus à la pomme) de Bertel Thorvaldsen en 1805 (Copenhague, Musée Thorvaldsen)[26], la Vénus Victrix de Horatio Greenough en 1840 (Athénée de Boston)[27] et la Venus Victrix d'Auguste Renoir et Richard Guino, 1914-1916 (Cagnes, maison des Collettes et Paris, musée d'Orsay et Petit Palais)[28] dont le modèle fut la bonne d'enfants de Renoir, Gabrielle Renard[29]. En Bretagne, le piédestal d'une statue énigmatique dite « Vénus de Quinipily », louée par le poète breton Arthur Bagot, porte une inscription de 1791, nettement postérieure à la statue, qui dédie celle-ci à la Vénus Victrix au nom de César[30].
- En peinture, la Vénus Victrix de Michele di Ridolfo Tosini au XVIe siècle (Musée de Cracovie)[31], la Vénus Victrix (ou Vénus victorieuse tenant à la main la pomme d'or qu'elle a reçue du berger Pâris) de Alexandre Cabanel en 1875 (Montpellier, Musée Fabre)[32] et la Vénus Victrix, surréaliste, de Peter Siccama en 1987[33].
- En poésie, « Venus Victrix » de Dante Gabriel Rossetti (en anglais) en 1871[34].
- Au cinéma, La Venus Victrix de Germaine Dulac en 1916[35]
- En horticulture, « Vénus Vitrix » est le nom donné à une variété de Fuchsia créée en 1840, caractérisée par un tube blanc et sépales à pointe verte, avec une corolle pourpre-violet qui est bleue lors de la première ouverture[36].